# 布拉尼斯拉夫·马丁诺维奇
布拉尼斯拉夫·马丁诺维奇（1937年11月29日—2015年2月26日），塞尔维亚男子摔跤运动员。他曾代表南斯拉夫参加1960年和1964年夏季奥林匹克运动会摔跤比赛，获得一枚银牌和一枚铜牌。